# Mastopoma epiphyllum
Mastopoma epiphyllum är en bladmossart som beskrevs av Brotherus 1928. Mastopoma epiphyllum ingår i släktet Mastopoma och familjen Sematophyllaceae. Inga underarter finns listade i Catalogue of Life.